# Johannes Tornberg
Johannes Nicolai Tornberg, född 1640, död januari 1717 i Övertorneå församling, var en svensk präst.

## Biografi
Johannes Tornberg föddes 1640. Han var son till kyrkoherden Nicolaus Nicolai Ulopolitanus i Övertorneå församling. Tornberg blev i november 1660 student vid Uppsala universitet och disputerade pro exercitio 19 november 1664. Han prästvigdes 1666 till adjunkt i Övertorneå församling och utsägs 1668 till komminister i Nedertorneå församling av superintendenten Petrus Steuchius. Tornberg blev 1670 komminister i Hietaniemi församling och 1675 kyrkoherde i Kautokeino församling. Han blev 1682 kyrkoherde i Jukkasjärvi församling och blev 1 maj 1687 till kyrkoherde i Övertorneå församling. I januari 1717 misshandlades han till döds med sin egen käpp av ryska kosacker på plundringståg. Då de bland annat plundrade Övertorneå kyrka. Den 20 maj 1717 upprättade sonen Isak Tornberg en förteckning över vad ryssarna hade rövat bort från kyrkan. Käppen förvaras i Övertorneå kyrka.

### Familj
Han var gift med Brita Curtilia, dotter till komministern Isacus Clementis Curtilius i Hietaniemi församling. De fick tillsammans barnen kyrkoherden Johannes Tornberg (1670–1751) i Jukkasjärvi församling, Isak Tornberg (född 1677) i Hietaniemi församling och brukspredikanten Henrik Johansson Tornberg i Kengis bruksförsamling. Han är stamfar för släkten Tornberg.